# Elatostema contiguum
Elatostema contiguum är en nässelväxtart som beskrevs av C. B Robinson. Elatostema contiguum ingår i släktet Elatostema och familjen nässelväxter. Inga underarter finns listade i Catalogue of Life.